# Oyam (Ouganda)
Pour les articles homonymes, voir Oyam.
Oyam est une ville d'Ouganda située dans la région du Nord. C'est  la principale localité et la capitale du district d'Oyam.

## Démographie
Le recensement national de la population de 2002 estimait la population de la ville à 10 600 personnes. En 2010, le Bureau ougandais des statistiques (UBOS) estimait la population à 14 000 habitants. En 2011, UBOS a estimé la population en milieu d'année à 14 500 personnes